# AAI Aerosonde
Die Aerosonde ist ein kleines unbemanntes Luftfahrzeug (unmanned aerial vehicle, UAV) der zur AAI Corporation gehörenden Firma Aerosonde Pty Ltd., das seit 1991 für die Sammlung von Wetter- und Atmosphärendaten (Temperatur, Luftdruck, Luftfeuchtigkeit, Windstärke) über Meeren entwickelt wurde.
Die Maschine wird von einem modifizierten Modellflugzeug-Motor Enya R120 angetrieben und hat einen Computer, meteorologische Instrumente und zur Navigation ein Global Positioning System (GPS) an Bord.
Das US-Militär testet unter der Bezeichnung XMQ-19A die Eignung der Aerosonde Mark 4.4 für Aufklärungseinsätze.

## Rekordflug
Am 21. August 1998 überquerte eine Laima genannte Aerosonde als erstes UAV den Nordatlantik von West nach Ost im Nonstopflug. Start und Landung wurden durch Fernsteuerung manuell ausgeführt. Den eigentlichen Überflug führte Laima automatisch durch. Die Flugstrecke betrug 3270 km, die durchschnittliche Flughöhe 1680 m, die Flugzeit 26:45 h.

## Technische Daten

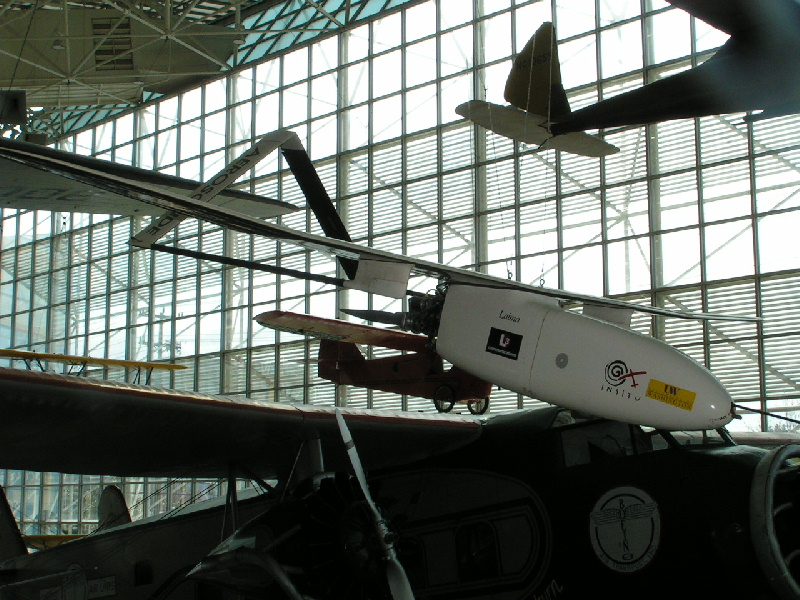
Aerosonde Laima im Museum of Flight, Seattle

| Kenngröße             | Daten                                                                    |
| --------------------- | ------------------------------------------------------------------------ |
| Länge                 | 1,7 m                                                                    |
| Spannweite            | 2,9 m                                                                    |
| Höhe                  | 0,6 m                                                                    |
| Flügelfläche          | 0,57 m²                                                                  |
| Flügelstreckung       | 14,8                                                                     |
| Leermasse             | 10 kg                                                                    |
| Startmasse            | 13,2 kg                                                                  |
| Reisegeschwindigkeit  | 122 km/h                                                                 |
| Höchstgeschwindigkeit | 193 km/h                                                                 |
| Dienstflughöhe        | 4500 m                                                                   |
| Reichweite            | 3000 km                                                                  |
| Triebwerk             | ein modifizierter Modellflugzeug-Motor Enya R120, 20 cm³ 4-Takt, 1,28 kW |